# Кубок націй ОФК 2008
Кубок націй ОФК 2008 — восьмий розіграш Кубка націй ОФК, і перший у новому форматі. Він проходив за круговою системою з матчами вдома і в гостях з 17 жовтня 2007 року по 19 листопада 2008 року. Одночасно, цей турнір був і кваліфікацєю для Чемпіонату світу 2010.
Вперше з 1996 року турнір не мав країну-господаря і на відміну від попереднього турніру, на якому виступали 10 команд, в 2008 році виступали лише чотири збірні.
Кубок був виграний Новою Зеландією, які в результаті цього отримали право участі на Кубку Конфедерацій в Південній Африці, а також вийшли в плей-оф кваліфікації до ЧС-2010.

## Учасники
- Нова Зеландія (найкраща збірна рейтингу)
- Нова Каледонія (Переможець Тихоокеанських ігор 2007)
- Фіджі (Фіналіст Тихоокеанських ігор 2007)
- Вануату (Бронзовий призер Тихоокеанських ігор 2007)

## Фінальний турнір
| Команда        | І | В | Н | П | М+ | М- | РМ | О  |
| -------------- | - | - | - | - | -- | -- | -- | -- |
| Нова Зеландія  | 6 | 5 | 0 | 1 | 14 | 5  | +9 | 15 |
| Нова Каледонія | 6 | 2 | 2 | 2 | 12 | 10 | +2 | 8  |
| Фіджі          | 6 | 2 | 1 | 3 | 8  | 11 | −3 | 7  |
| Вануату        | 6 | 1 | 1 | 4 | 5  | 13 | −8 | 4  |

|                | Фіджі | Нова Каледонія | Нова Зеландія | Вануату |
| -------------- | ----- | -------------- | ------------- | ------- |
| Фіджі          | —     | 3 — 3          | 0 — 2         | 2 — 0   |
| Нова Каледонія | 4 — 0 | —              | 1 — 3         | 3 — 0   |
| Нова Зеландія  | 0 — 2 | 3 — 0          | —             | 4 — 1   |
| Вануату        | 2 — 1 | 1 — 1          | 1 — 2         | —       |

## Результат
| 17 жовтня 2007 16:00 UTC+12 |

| Фіджі | 0 — 2    | Нова Зеландія         |
| ----- | -------- | --------------------- |
|       | Протокол | Віцеліч 37' Смелц 86' |

| Чорчіл Парк, Лаутока Глядачів: 6,000 Арбітр: Хаїр Марруфо (США) |

| 17 листопада 2007 14:00 UTC+11 |

| Вануату      | 1 — 2    | Нова Зеландія            |
| ------------ | -------- | ------------------------ |
| Напрапол 32' | Протокол | Смелц 53' Малліген 90+3' |

| Корман, Порт-Віла Глядачів: 8,000 Арбітр: Джоб Мінан (Папуа Нова Гвінея) |

| 17 листопада 2007 15:00 UTC+12 |

| Фіджі                        | 3 — 3    | Нова Каледонія                 |
| ---------------------------- | -------- | ------------------------------ |
| Навату 2' Вакаталесу 27' 86' | Протокол | Г'ямачі 66' Кадре 83' Гмае 87' |

| Говінд Парк, Мба Глядачів: 1,500 Арбітр: Пітер О'Лірі (Нова Зеландія) |

| 21 листопада 2007 19:00 UTC+13 |

| Нова Зеландія                         | 4 — 1    | Вануату    |
| ------------------------------------- | -------- | ---------- |
| Малліген 17' 81' Смелц 29' (пен.) 34' | Протокол | Сакама 50' |

| Вестпак, Веллінгтон Глядачів: 2,500 Арбітр: Авері Жаскес (Таїті) |

| 21 листопада 2007 19:00 UTC+11 |

| Нова Каледонія                          | 4 — 0    | Фіджі |
| --------------------------------------- | -------- | ----- |
| Вайока 29' (пен.) Гмае 32' 61' Мапу 64' | Протокол |       |

| Стад Нума-Дейлі Магента, Нумєа Глядачів: 1,000 Арбітр: Метью Бріз (Австралія) |

| 14 червня 2008 14:00 UTC+11 |

| Вануату    | 1 — 1    | Нова Каледонія |
| ---------- | -------- | -------------- |
| Мермер 77' | Протокол | Джамалі 73'    |

| Корман, Порт-Віла Глядачів: 4,000 Арбітр: Ракеш Варман (Фіджі) |

| 21 червня 2008 15:00 UTC+11 |

| Нова Каледонія                 | 3 — 0    | Вануату |
| ------------------------------ | -------- | ------- |
| Вайока 36' Гмае 60' Діайке 87' | Протокол |         |

| Стад Нума-Дейлі Магента, Нумєа Глядачів: 2,700 Арбітр: Майкл Хестер (Нова Зеландія) |

| 6 вересня 2008 15:00 UTC+12 |

| Фіджі                 | 2 — 0    | Вануату |
| --------------------- | -------- | ------- |
| Кумар 7' Дунадаму 87' | Протокол |         |

| Говінд Парк, Мба Глядачів: 3,000 Арбітр: Джоб Мінан (Папуа Нова Гвінея) |

| 6 вересня 2008 17:00 UTC+11 |

| Нова Каледонія | 1 — 3    | Нова Зеландія             |
| -------------- | -------- | ------------------------- |
| Гмае 55'       | Протокол | Зігмунд 16' Смелц 65' 75' |

| Стад Нума-Дейлі Магента, Нумєа Глядачів: 2,589 Арбітр: Ракеш Варман (Фіджі) |

| 10 вересня 2008 14:00 UTC+11 |

| Вануату                | 2 — 1    | Фіджі          |
| ---------------------- | -------- | -------------- |
| Сакама 59' Малас 90+2' | Протокол | Дунадаму 90+3' |

| Корман, Порт-Віла Глядачів: 1,200 Арбітр: Пітер О'Лірі (Нова Зеландія) |

| 10 вересня 2008 19:30 UTC+12 |

| Нова Зеландія            | 3 — 0    | Нова Каледонія |
| ------------------------ | -------- | -------------- |
| Смелц 49' 76' Крісті 69' | Протокол |                |

| Норс Харбор, Окленд Глядачів: 8,000 Арбітр: Норберт Хауата (Таїті) |

| 19 листопада 2008 18:00 UTC+12 |

| Нова Зеландія | 0 — 2    | Фіджі          |
| ------------- | -------- | -------------- |
|               | Протокол | Крішна 63' 90' |

| Чорчіл Парк, Лаутока Глядачів: 4,500 Арбітр: Ленсі Фред (Вануату) |

## Переможець
| Кубок націй ОФК 2008 Переможець |
| ------------------------------- |
| · Нова Зеландія · 4-й титул     |

Збірна Нової Зеландії кваліфікувалася для участі у матчах плей-оф проти команди, що зайняла п'яте місце у відбірковому турнірі азійської конфедерації.